# Tu radio Gliwice
Tu radio Gliwice (niem. Der Fall Gleiwitz) – wschodnioniemiecki film sensacyjny z 1961 roku w reżyserii Gerharda Kleina. Antyfaszystowski obraz, który reżyserowi – jednemu z czołowych twórców filmowych NRD – przyniósł rozgłos i uznanie. Zdjęcia do filmu powstały m.in. w autentycznych plenerach radiostacji w Gliwicach. 

## Opis fabuły
Fabuła filmu jest próbą szczegółowej rekonstrukcji  przygotowań do i przebiegu tzw. "prowokacji gliwickiej", widzianych głównie oczami jej dowódcy Alfreda Naujocksa.

## Obsada aktorska
- Hannjo Hasse – Alfred Naujocks
- Herwart Grosse – szef gestapo Müller
- Christoph Beyertt – volksdeutsch Franz Sitte
- Wolfgang Kalweit – volksdeutsch Hans-Wilhelm Kraweit
- Georg Leopold – volksdeutsch Franz Wyczorek
- Rolf Ripperger – volksdeutsch Bieratzki
- Manfred Günther – volksdeutsch Kühnel
- Rudolf Woschick – volksdeutsch Tutzauer
- Hilmar Thate – więzień obozu
- Rolf Ludwig – lekarz SS
- Friedrich Richter – żydowski profesor
- Günter Naumann – SS-mann
- Paul-Dolf Neis – szef SD w Gliwicach
- Heinz Schröder – szef SD w Opolu
- Margarete Taudte – właścicielka zamku w którym gościł Müller
- Georg Gudzent – właścicielka zamku w którym gościł Müller
- Heinz Kögel – szef szkoły fechtunku
- Heinz Isterheil – inżynier transmisji
- Horst Giesen – pracownik rozgłośni
- Achim Wolff – mechanik w piwnicach rozgłośni
- Martin Angermann – strażnik w Sachsenhausen
- Kurt Mühlhardt – major Abwehry
- Dieter Wallrabe – SS-mann po cywilnemu w kinie

i inni. 

## Galeria
Widok współczesny obiektów radiostacji w Gliwicach, w których kręcono wiele scen filmu

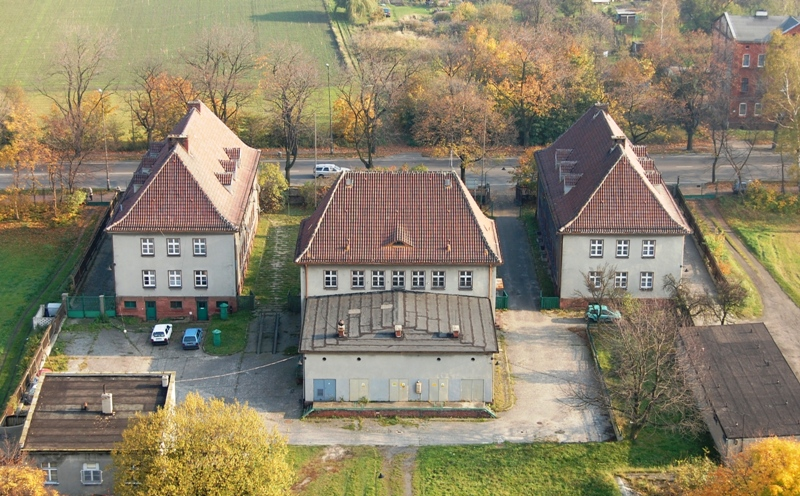
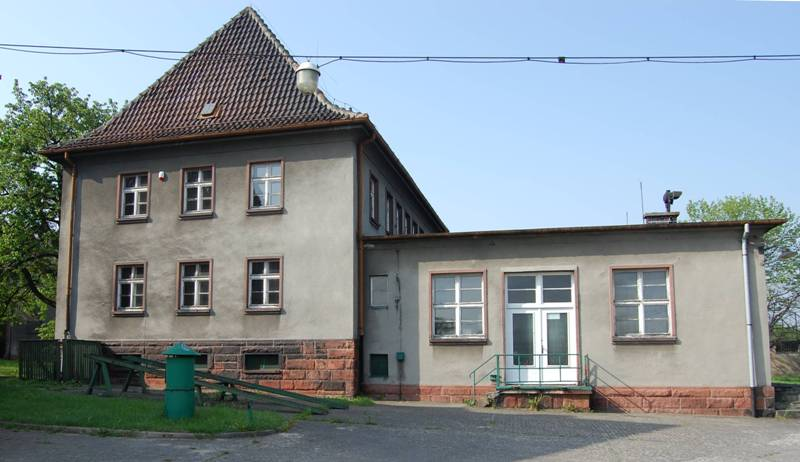
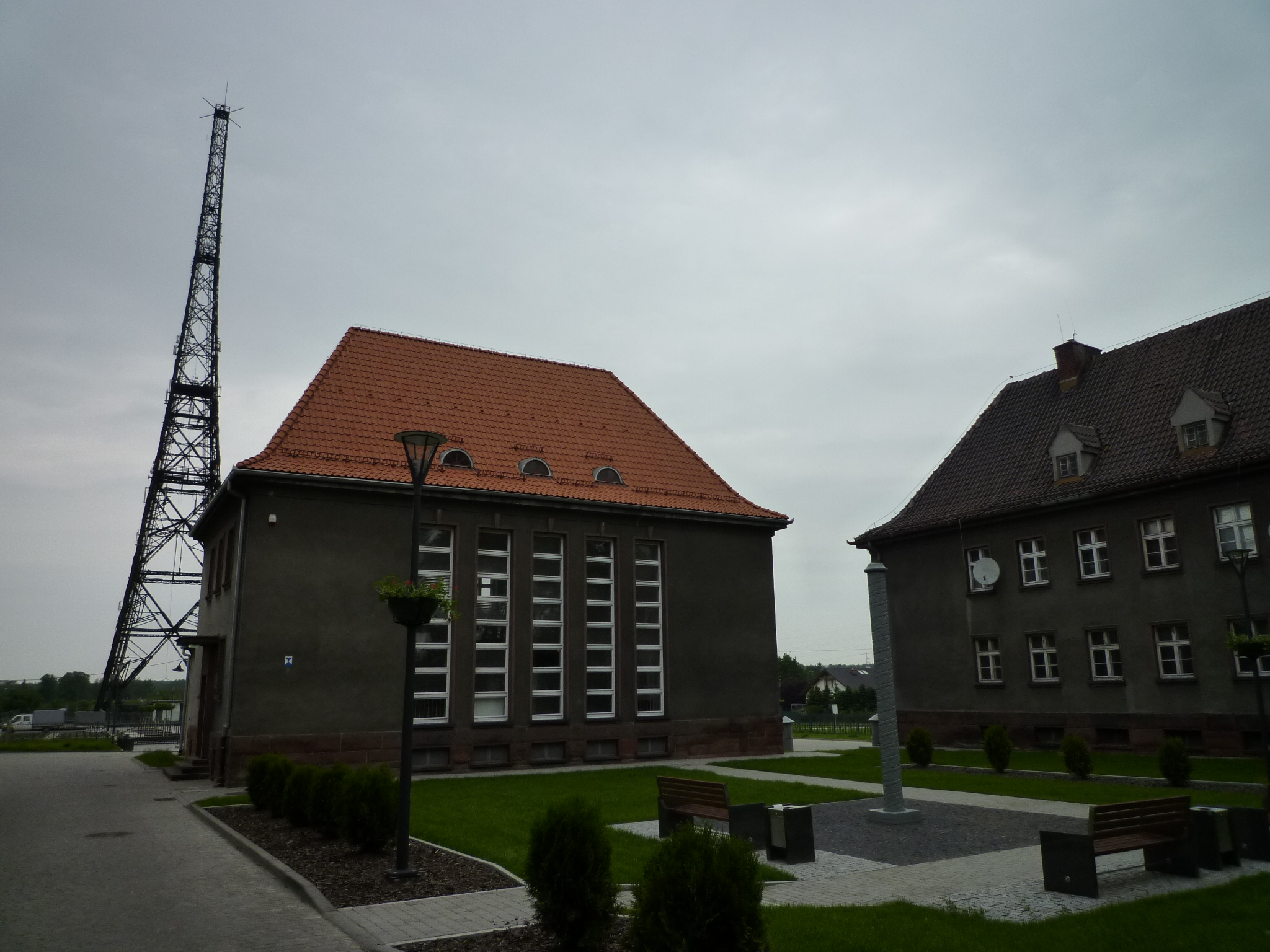
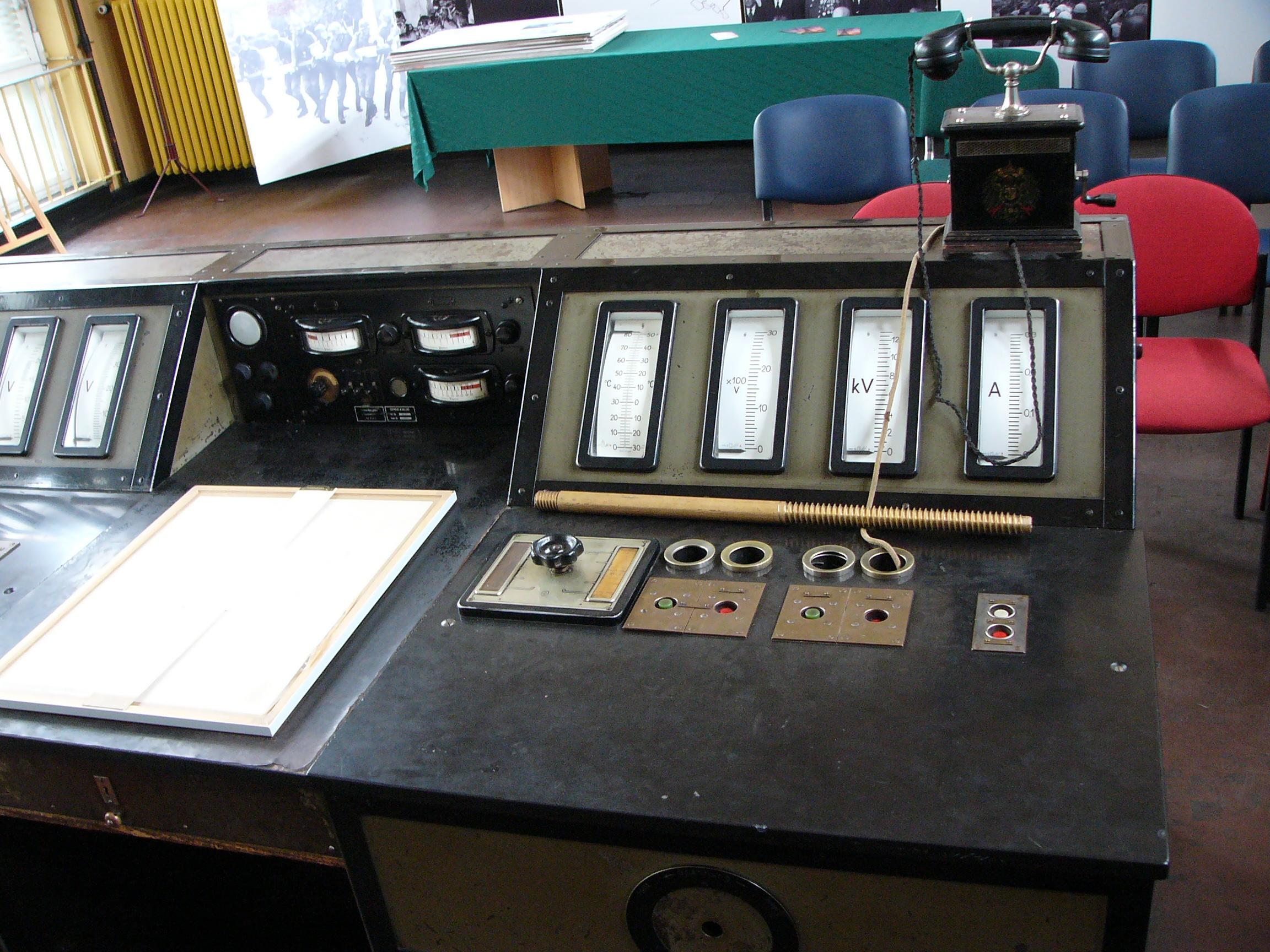